# Tasmanoonops trispinus
Tasmanoonops trispinus là một loài nhện trong họ Orsolobidae.
Loài này thuộc chi Tasmanoonops. Tasmanoonops trispinus được Raymond Robert Forster & Norman I. Platnick miêu tả năm 1985.